# William Mackane
William Mackane (egentligen William Henry MacDonnell) är en engelsk kompositör. 
Mackanes komposition Spirit of sport användes på 1960-talet regelbundet som pausmusik av det brittiska TV-bolaget Border Television. Hans komposition Pleasure parade har använts i två svenska filmer (se filmografi nedan).

## Kompositioner
Den amerikanska upphovsmannaorganisationen ASCAP förtecknar följande kompositioner av Mackane, merparten komponerade i samarbete med andra personer.
- Chico
- Here and there
- Pleasure parade
- Regal fanfares
- Spirit of sport
- The solemn hour

## Filmmusik (i urval)
- 1958 – Slag för slag
- 1959 – Åsa-Nisse jubilerar